# Василевка (Хмельницкая область)
Василевка (укр. Василівка) — село в Теофипольском районе Хмельницкой области Украины.
Население по переписи 2001 года составляло 140 человек. Почтовый индекс — 30650. Телефонный код — 3844. Занимает площадь 0,688 км². Код КОАТУУ — 6824780303.

## Местный совет
30650, Хмельницкая обл., Теофипольский р-н, с. Борщовка